# Cyriaque de Tikrit
Cyriaque de Tikrit (en syriaque Mor Quriaqows) fut patriarche d'Antioche de l'Église jacobite de août 793 à sa mort le 16 août 817.

## Carrière
Natif de Tikrit, il devint moine au monastère de l'Estuno (du Pilier), près d'Ar-Raqqa (l'ancien Callinicum). Il fut élu patriarche le 15 août 793 par un synode réuni à Harran. Il tint ensuite, au cours de son pontificat, cinq synodes, dont le premier dès 794 : il y fit adopter quarante canons qu'il publia en une encyclique. Il mena ensuite des négociations de réunification avec le patriarche Gabriel, chef de l'Église « julianiste » (l'Église jacobite représentant le courant « sévérien » du monophysisme) ; un synode réuni en 797 ou 798 dans le monastère de Nawawis (dans la province de Qinnasrin) proclama l'union des deux Églises, mais les rivalités entre évêques en place, et le non-respect des engagements pris, rendirent vaine cette proclamation. Un synode qu'il présida à Beth-Gabrin en 808 excommunia les moines de Gubbo Baroyo, près de Mabboug ; la querelle portait sur l'usage de l'expression « pain céleste » (laḥmo šmayono) dans le rituel de l'Eucharistie ; elle aboutit à un schisme et à l'élection par les opposants d'un anti-patriarche (Abraham de Qartamin) ; ce schisme dura plusieurs dizaines d'années et provoqua des interventions de la part des autorités musulmanes. Cyriaque resta dans les mémoires comme un patriarche très rigide en matière de respect du droit canonique et des règles liturgiques.
Il réunit ses deux autres conciles à Harran en 813 (où il promulgua trente-deux nouveaux canons) et à Mossoul en 817. C'est au cours de ce dernier qu'il mourut, et sa dépouille mortelle fut transportée dans sa ville natale et y fut inhumée. Au cours d'un pontificat de vingt-quatre ans, il avait consacré quatre-vingt-six évêques et métropolites.

## Œuvre
Il composa un grand traité intitulé Sur la Divine Providence, divisé en trois parties et 98 « discours » (à l'origine des traités séparés, rédigés en diverses circonstances) ; il reste la troisième partie, avec vingt-deux « discours » (comportant parfois des lacunes). Il rédigea aussi dix lettres en réponse à des questions posées par le diacre Yeshu de Tarmanaz (dans le diocèse de Cyr) ; elles furent jointes à son traité. Aux 72 canons qu'il rédigea et promulgua, il faut ajouter une formule d'allégeance à l'Église, couvrant plusieurs pages, à réciter avant leur ordination par tous les candidats à la prêtrise et à l'épiscopat. Il est également l'auteur de plusieurs homélies, dont une sur le sacerdoce, une autre sur la chasteté, et un éloge de Sévère d'Antioche. Il reste aussi de lui une liturgie, deux lettres synodiques adressées aux patriarches d'Alexandrie Jean IV et Marc II (en traduction arabe), et le Credo commun qu'il rédigea avec le patriarche « julianiste » Gabriel.